# Línea 500 (Brandsen)
La línea 500 es una línea de colectivos urbana del Partido de Brandsen. Es operada por la Empresa de Transporte Santa Rita, ex Micro Ómnibus Ciudad Brandsen. Cubre las zonas de las localidades de Brandsen, Jeppener, Altamirano, Gómez y Los Bosquecitos en la provincia de Buenos Aires, Argentina.
Anteriormente, esta empresa cumplía servicios diarios a La Plata y Alejandro Korn pero no renovó su concesión. A partir de ese momento la empresa Unión Platense S.R.L. se hizo cargo de los servicios a la ciudad de La Plata (290) y la Empresa San Vicente de los servicios a Alejandro Korn con la línea 388. También la empresa ofrece servicios chárter a la Ciudad de Buenos Aires.
La línea 500 está habilitada para el uso de la tarjeta SUBE en las unidades.

## Recorridos[6][7]
- Cementerio de Brandsen - Barrio Las Mandarinas - Terminal - Hospital Municipal - Ruta Provincial 29 - Jeppener[8]
- Cementerio de Brandsen - Barrio Las Mandarinas - Terminal - Hospital Municipal - Ruta Provincial 29 - Jeppener - Altamirano
- Terminal - Ruta Provincial 215 - Los Bosquecitos - Gómez (lunes a sábados)[9]
- Terminal - Barrio Las Mandarinas - Terminal - Hospital Municipal - Barrio Los Pinos (lunes a viernes)

## Anteriores Operadores
- Micro Ómnibus Ciudad de Brandsen(Fin de la sociedad en 2010)